# فرانسيز ماريون
فرانسيز ماريون (بالإنجليزية: Frances Marion) (في الفترة من 18 نوفمبر 1888 حتى 12 مايو 1973) كانت صحفية ومؤلفة وكاتبة سيناريو أمريكية غالبًا ما توصف بأنها أشهر كاتبة سيناريو هي وجون ماثيس (June Mathis) وأنيتا لووس (Anita Loos).

## الحياة المهنية
ولدت ماريون بنسون أوينز في سان فرانسيسكو، كاليفورنيا، وعملت صحفية وانتقلت إلى خارج البلاد لتكون مراسلة ميدانية أثناء الحرب العالمية الأولى. وبعد عودتها إلى أرض الوطن، انتقلت إلى لوس أنجلوس وعملت كاتبًا مساعدًا لدى «لويس ويبر للإنتاج السينمائي» (Lois Weber Productions) وهي شركة سينمائية تملكها وتديرها لويز ويبر (Lois Weber) التي كانت تعد إحدى الرائدات في مجال الإخراج السينمائي.
تحت اسم «فرانسيز ماريون»، كتبت سيناريو العدديد من الأفلام للممثلة/المنتجة ماري بيكفورد (Mary Pickford)، ومنها ريبيكا في مزرعة صني بروك (Rebecca of Sunnybrook Farm) والفتاة المسكينة البسيطة (The Poor Little Rich Girl)، وكتبت أيضًا سيناريو العديد من الأفلام الأخرى التي حققت نجاحًا في عشرينيات وثلاثينيات القرن العشرين. ويُسجل اسمها كأول امرأة تفوز بـ جائزة الأوسكار عن أفضل نص سينمائي مُقتبس في سنة 1930 عن فيلم المنزل الكبير (The Big House)، وحصلت على جائزة أفضل قصة عن فيلم البطل (The Champ) في 1932، وكلاهما بطولة والاس بيري (Wallace Beery)، وشاركت في كتابة فيلم مين وبيل (Min and Bill) سنة 1930 من بطولة صديقتها ماري دريسلر وبيري. وتاريخها حافل بكتابة 300 نص سينمائي وإنتاج ما لا يقل عن 130 فيلم. كما أخرجت بعض أفلام ماري بيكفورد الأولى، وكانت تظهر أحيانًا في بعض المشاهد.

## الحياة الشخصية

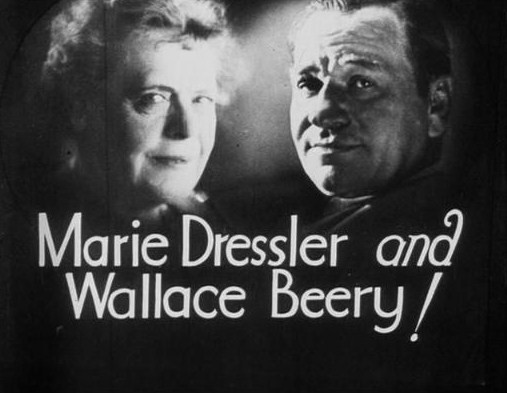
مين وبيل (1930)

بنى أبوها لين أوينز منتجع إيتنا سبرنجز (Aetna Springs) في إيتنا سبرينجز، كاليفورنيا في سبعينيات القرن التاسع عشر. وبعد نجاحها الباهر في هوليوود (Hollywood)، كانت تقوم بزيارات كثيرة للمنتجع لتكون بعيدة عن الأضواء وبصحبتها العديد من الممثلين.
وتزوجت أربع مرات، حيث تزوجت أولاً من ويسلي دو لاب (Wesley de Lappe)، ثم بعد ذلك من روبرت بايك (Robert Pike)، وكان ذلك قبل أن تغير اسمها. وفي عام 1919، تزوجت من فريد تومسون (Fred Thomson)، الذي شارك ماري بيكفورد في بطولة فيلم ضوء الحب (The Love Light) وذلك سنة 1921. وبعد موت تومسون المفاجئ سنة 1928، تزوجت المخرج جورج ويليام هيل سنة 1930، ولكن انتهى بهما الأمر إلى الطلاق سنة 1933. ولها اثنان من الأبناء فريد وريتشارد (بالتبني). وحصل فريد على الدكتوراه في اللغة الإنجليزية من جامعة ييل، حيث درّس في إحدى كلّيّاتها، ثم انتقل إلى كلية بجامعة نورث كارولينا. وعمل محررًا لكتابات جورج إليوت (George Eliot)، وطبع منها رواية فيلكس هولت، المتطرف (Felix Holt, the Radical) سنة 1980 وما بعدها.

## السنوات الأخيرة من حياتها ووفاتها
ظلت فرانسيز ماريون لسنوات طويلة متعاقدة مع شركة مترو غولدن ماير، ولكنها تركت العمل في هوليوود - ومعها ما يكفي من الأموال - سنة 1946، لتفرّغ وقتًا أطول لكتابة المسرحيات والروايات.
قامت فرانسيز ماريون بنشر سيرتها الذاتية بعنوان اضربوا أعناقهم: قصة هزل جدية من قصص هوليوود (Off With Their Heads: A Serio-Comic Tale of Hollywood) في سنة 1972. وتُوفيت ماريون في العام التالي مباشرة إثر انفتاق أم الدم وكان ذلك في لوس أنجلوس.

## مجموعة مختارة من أعمالها
| السنة                                                   | اسم الفيلم | أبرز النجوم | ملاحظات                                                        |
| ------------------------------------------------------- | --- | --- | -------------------------------------------------------------- |
| 1912                                                    | قبعة نيويورك (The New York Hat) | ماري بيكفورد وليونيل باريمور (Lionel Barrymore) وليليان غيش (Lillian Gish) | شاركت في الكتابة                                               |
| 1915                                                    | كاميليا (Camille) | كلارا كيمبول ينج (Clara Kimball Young) وبول كابيلاني (Paul Capellani) وروبرت كمنجز (Robert Cummings)                                                                                    | كتبت النص السينمائي                                            |
| 1915                                                    | فتاة الأمس (A Girl of Yesterday) | ماري بيكفورد وفرانسيز ماريون وغلين مارتن (Glenn L. Martin) | ممثلة                                                          |
| 1917                                                    | الأميرة الصغيرة (The Little Princess)                                                                                               | كاثرين غريفيث (Katherine Griffith) وماري بيكفورد ونورمان كيري (Norman Kerry) وزاسو بيتس (ZaSu Pitts) وثيودور روبرتس (Theodore Roberts)                                                  | كاتبة                                                          |
| 1917                                                    | ريبيكا في مزرعة صني بروك | ماري بيكفورد ويوجين أو براين (Eugene O'Brien) | كاتبة                                                          |
| 1917                                                    | الفتاة المسكينة البسيطة | ماري بيكفورد ومادلين ترافيرس (Madlaine Traverse) وتشارلز ويلسلي (Charles Wellesley) وجلاديس فيربانكس (Gladys Fairbanks)                                                                 | كاتبة                                                          |
| 1918                                                    | ستيلا ماريس (Stella Maris) | ماري بيكفورد | كتابة النص السينمائي                                           |
| 1918                                                    | كيف جرؤت يا جين؟ (How Could You, Jean?)                                                                                             | ماري بيكفورد | كتابة النص السينمائي                                           |
| 1918                                                    | إم ليس (M'Liss) | ماري بيكفورد | كاتبة                                                          |
| 1918                                                    | أماريلي وزقاق حبل الغسيل (Amarilly of Clothes-Line Alley)                                                                           | ماري بيكفورد وويليام سكوت (William Scott) وكيت برايس (Kate Price) | كاتبة                                                          |
| 1919                                                    | جريمة السينما (The Cinema Murder)                                                                                                   | ماريون دافيس (Marion Davies) ويولالي جنسن (Eulalie Jensen)وأندرس راندولف (Anders Randolf) وريجينالد بارلو (Reginald Barlow)                                                             | كتابة النص السينمائي                                           |
| 1919                                                    | آن والجملون الأخضر (Anne of Green Gables)                                                                                           | ماري مايلز مينتر (Mary Miles Minter) | كاتبة                                                          |
| 1920                                                    | بوليانا (Pollyanna) | ماري بيكفورد | إعادة صياغة                                                    |
| 1920                                                    | الفتاة المراهقة (The Flapper) | أوليف توماس (Olive Thomas) ووارين كوك (Warren Cook) | كتابة النص السينمائي والقصة                                    |
| 1920                                                    | شهوة لا تهدأ (The Restless Sex) | ماريون دافيس ورالف كيلارد (Ralph Kellard) | كاتبة                                                          |
| 1921                                                    | ضوء الحب | ماري بيكفورد وإيفيلين دومو (Evelyn Dumo) | إخراج وكتابة القصة (غير معترف به)                              |
| 1922                                                    | ناقوس البحر (The Toll of the Sea)                                                                                                   | آنا ماي وونج (Anna May Wong) وكينيث هارلان (Kenneth Harlan) وبياتريس بينتلي (Beatrice Bentley)                                                                                          | كتابة النص السينمائي (غير معترف به)وكتابة القصة                |
| 1923                                                    | السيدة فير المشهورة (The Famous Mrs. Fair)                                                                                          | ميرتل ستيدمان (Myrtle Stedman) وهنتلي جوردون | إعادة صياغة وكتابة النص السينمائي                              |
| 1924                                                    | الأسرار (Secrets) | نورما تالمادج (Norma Talmadge) | إعادة صياغة                                                    |
| 1924                                                    | سايثيريا (Cytherea) | ألما روبنز (Alma Rubens) وكونستانس بينيت (Constance Bennett) ونورمان كيري (Norman Kerry) ولويس ستون (Lewis Stone) وإيرين ريتش (Irene Rich)                                              | إعادة صياغة                                                    |
| 1924                                                    | حياة أبراهام لينكولن المثيرة (The Dramatic Life of Abraham Lincoln)                                                                 | جورج بيلينج (George A. Billing) وروث كليفورد (Ruth Clifford) وجورج أرثر (George K. Arthur)، ولويس فازندا (Louise Fazenda)                                                               | كتابة القصة والنص السينمائي                                    |
| 1925                                                    | ستيلا دالاس | رونالد كولمان (Ronald Colman) وبيل بينيت (Belle Bennett) ولويس موران (Lois Moran) | إعادة صياغة                                                    |
| 1925                                                    | لص في الجنة (A Thief in Paradise)                                                                                                   | دوريس كنيون (Doris Kenyon) ورونالد كولمان (Ronald Colman) وأيلين برينجل (Aileen Pringle)                                                                                                | إعادة صياغة                                                    |
| 1925                                                    | شكرًا لك (Thank You) | أليك فرانسيس (Alec B. Francis) وجاكلين لوغان (Jacqueline Logan) | كاتبة                                                          |
| 1925                                                    | البرق (Lightnin') | جاي هنت (Jay Hunt) ووالاس ماكدونالد (Wallace MacDonald) | كاتبة                                                          |
| 1926                                                    | الخطاب القرمزي (The Scarlet Letter)                                                                                                 | ليليان جيش (Lillian Gish) ولارس هانسون (Lars Hanson) | إعادة صياغة وكتابة النص السينمائي وتوزيع الأدوار               |
| 1926                                                    | فوز تستحقه باربارا (The Winning of Barbara Worth)                                                                                   | رونالد كولمان وفيلما بانكي (Vilma Bánky) | إعادة صياغة                                                    |
| 1926                                                    | ابن الشيخ (Son of the Sheik) | رودولف فالنتينو (Rudolph Valentino) وفيلما بانكي ومونتاجو لاف (Montagu Love) كارل داين (Karl Dane) وجورج فاوست (George Fawcett)                                                         | إعادة صياغة                                                    |
| 1927                                                    | الطاحونة الحمراء (The Red Mill) | ماريون دافيس | إعادة صياغة وكتابة النص السينمائي                              |
| 1927                                                    | الحب (Love) | جون جيلبرت (John Gilbert) وجريتا جاربو (Greta Garbo) | السيناريو السينمائي                                            |
| 1927                                                    | مدام بومبادور (Madame Pompadour) | دوروثي جيش (Dorothy Gish) | كاتبة                                                          |
| 1928                                                    | الريح (The Wind) | ليليان جيش ولارس هانسون ومونتاجو لاف ودوروثي كمنج | كاتبة النص السينمائي                                           |
| 1928                                                    | الصحوة (The Awakening) | فيلما بانكي، ووالتر بيرون (Walter Byron) | كتابة القصة                                                    |
| 1928                                                    | تربية الأب (Bringing Up Father) | فاريل ماكدونالد (J. Farrell MacDonald) وبولي موران (Polly Moran) وماري دريسلر (Marie Dressler)                                                                                          | كاتبة                                                          |
| 1929                                                    | رغباتهم الشخصية (Their Own Desire)                                                                                                  | نورما شيرر (Norma Shearer) وبيل بينيت ولويس ستون وروبرت مونتجمري (Robert Montgomery) وهيلين ميلارد (Helene Millard)                                                                     | كاتبة النص السينمائي                                           |
| 1930                                                    | مين وبيل | ماري دريسلر ووالاس بيري | كتابة الحوار والنص السينمائي                                   |
| 1930                                                    | البيت الكبير | روبرت مونتجومري ووالاس بيري وتشستر موريس (Chester Morris) ولويس ستون | كتابة الحوار والقصة حصل على جائزة أفضل كتابة(نص سينمائي مقتبس) |
| أخبار سارّة (Good News)                                  | جون أليسون (June Allyson) وبيتر لاوفورد (Peter Lawford)                                                                             | كاتبة النص السينمائي |                                                                |
| أغنية الغشّاش (The Rouge Song)                           | لاورانس تيبيت (Lawrence Tibbett) وكاثرين دايل أوين (Catherine Dale Owen)                                                            | كاتبة |                                                                |
| آنا كريستي (Anna Christie)                              | جريتا جاربو وتشارلز بيكفورد (Charles Bickford) وجورج ماريون (George F. Marion) وماري دريسلر                                         | كاتبة |                                                                |
| 1931                                                    | آنا كريستي (Anna Christie) | جريتا جاربو وثيو شال (Theo Shall) وهانز جونكيرمان (Hans Junkermann) | إعادة صياغة                                                    |
| 1931                                                    | الستة الغامضة (The Secret Six) | والاس بيري ولويس ستون وجون ماك براون (John Mack Brown) وجين هارلو (Jean Harlow) وكلارك جابل (Clark Gable) ورالف بيلامي (Ralph Bellamy) ومارجوري رامباو (Marjorie Rambeau)               | كتابة الحوار والنص السينمائي                                   |
| 1931                                                    | البطل | والاس بيري وجاكي كوبر (Jackie Cooper) وإيرين ريتش (Irene Rich) وروسكو أتيس (Roscoe Ates)                                                                                                | كتابة القصة حصلت على جائزة أفضل قصة                            |
| 1932                                                    | الشقراء الحمقاء (Blondie of the Follies)                                                                                            | ماريون دافيس وروبرت مونتجمري، وبيلي دوف (Billie Dove) | كتابة النص السينمائي والقصة                                    |
| 1932                                                    | إيما | ماري دريسلر وريتشارد كرومويل (Richard Cromwell) وجين هيرشولت (Jean Hersholt) وميرنا لوي (Myrna Loy)                                                                                     | كتابة القصة                                                    |
| 1933                                                    | اثبت يا قلبي (Peg o' My Heart) | ماريون دافيس وأونسلو ستيفنز (Onslow Stevens) وفريل ماكدونالد | إعادة صياغة                                                    |
| 1933                                                    | العشاء في الثامنة (Dinner at Eight)                                                                                                 | ماري دريسلر وجون باريمور (John Barrymore) ووالاس بيري وجين هارلو وليونيل باريمور وبيل بيرك (Billie Burke)                                                                               | كتابة النص السينمائي                                           |
| السيدة والملاكم المحترف (The Prizefighter and the Lady) | مايرنا لوي (Myrna Loy) وماكس باير (Max Baer) ووالتر هوستن (Walter Huston) وبريمو كارنيرا (Primo Carnera) وجاك ديمبسي (Jack Dempsey) | كتابة القصة رشحت لجائزة الأوسكار عن أفضل قصة |                                                                |
| الذهاب إلى هوليوود (Going Hollywood)                    | ماريون دافيس وبينج كروسبي (Bing Crosby) وفيفي دي أوراسي (Fifi D'Orsay) وستيوارت إروين (Stuart Erwin)                                | كتابة القصة (غير معترف به) |                                                                |
| الأسرار (Secrets)                                       | ماري بيكفورد وليزلي هوارد (Leslie Howard)                                                                                           | كاتبة |                                                                |
| 1936                                                    | كاميليا | جريتا جاربو وروبرت تايلر وليونيل باريمور | كتابة النص السينمائي                                           |
| 1936                                                    | الرعاع | جين هارلو وسبنسر تريسي (Spencer Tracy) | كتابة النص السينمائي والقصة                                    |
| 1936                                                    | الفتاة المسكينة البسيطة | شيرلي تمبل (Shirley Temple) وأليس فايي (Alice Faye) وجاك هالي (Jack Haley) وجلوريا ستيوارت (Gloria Stuart) ومايكل والن (Michael Whalen)، وكلود وجيلينجواتير (Claude Gillingwater)       | كاتبة                                                          |
| 1937                                                    | فارس بلا درع (Knight Without Armour)                                                                                                | مارلين ديتريتش (Marlene Dietrich) وروبرت دونات (Robert Donat) | إعادة صياغة                                                    |
| 1940                                                    | جهنم الخضراء (Green Hell) | دوجلاس فيربانكس الابن (Douglas Fairbanks, Jr) وفينست برايس (Vincent Price) وجوان بينيت (Joan Bennett) وألان هيل (Alan Hale, Sr.) وجورج ساندرز (George Sanders) وجون هوارد (John Howard) | كتابة القصة الأصلية والنص السينمائي                            |

## الأعمال المنشورة
- ميني فلين (Minnie Flynn). نيويورك: دار بوني ولايف رايت (Boni and Liveright)، سنة 1925
- الستة الغامضة نيويورك: دار جروسيت ودونلاب (Grosset & Dunlap)، سنة 1931 [كتابة روائية للنص السينمائي]
- أهالي الوادي نيويورك: دار رينال أند هيتشكوك (Reynal & Hitchcock)، سنة 1935
- كيف تكتب وتُسوّق قصص الأفلام (How to Write and Sell Film Stories). نيويورك: دار كوفيسي فريدي (Covici-Friede)، سنة 1937
- باركيها يا مولي (Molly, Bless Her). نيويورك: دار هاربر آند برازرز (Harper & Brothers)، سنة 1937
- غرب الأحلام (Westward The Dream). غاردن سيتي، نيويورك: دار دوبليداي آند كمباني (Doubleday and Company)، سنة 1948
- عاطفة ليندا لين (The Passions of Linda Lane). نيويورك: دار دايفرسي ببليكاشن (Diversey Publications)، سنة 1949 [ورقي الغلاف، نسخة منقّحة من ميني فلين]
- برميل بارود. بوسطن: دار ليتل براون آند كمباني، سنة 1953.
- اضربوا أعناقهم!: قصة هزل جدية من قصص هوليوود. نيويورك: دار زا ماكميلان كمباني (The Macmillan Company)، سنة 1972 [مذكرات]

## قائمة المصادر
- Beauchamp, C. Marion, Frances. American National Biography Online, February 2000.
- Beauchamp, Cari (1997). Without lying down: Frances Marion and the powerful women of early Hollywood. Berkeley: University of California Press. ISBN:0-520-21492-7.

## الحواشي
1. ↑  Beauchamp. 1997
2. 1 2  Biography.com. "Frances Marion Biography". مؤرشف من [<a href="http://www.biography.com/articles/Frances-Marion-214110 الأصل] في 7 أغسطس 2011. اطلع عليه بتاريخ 7</a> May 2011. {{استشهاد ويب}}: تحقق من التاريخ في: |تاريخ الوصول= (مساعدة) وتحقق من قيمة |مسار= (مساعدة)
3. ↑  Jensen، Peter (6 فبراير 2012). [<a href="http://napavalleyregister.com/news/local/a-grand-th-century-resort-to-be-reborn-in-pope/article_31be2f26-4fba-11e1-8c95-001871e3ce6c.html "A grand 19th-century resort to be reborn in Pope Valley"]. Napa Valley Register. نابا (كاليفورنيا). {{استشهاد بخبر}}: النص "accessdate">http://napavalleyregister.com/news/local/a-grand-th-century-resort-to-be-reborn-in-pope/article_31be2f26-4fba-11e1-8c95-001871e3ce6c.html" تم تجاهله (مساعدة) وتحقق من قيمة |مسار= (مساعدة)
4. ↑  Sicherman، Barbara (1980). Notable American Women: The Modern Period : A Biographical Dictionary. Belknap Press of Harvard University Press. ص. 457. ISBN:0-674-62732-6. مؤرشف من الأصل في 2022-05-31. {{استشهاد بكتاب}}: الوسيط author-name-list parameters تكرر أكثر من مرة (مساعدة)

## وصلات خارجية
- فرانسيز ماريون على موقع IMDb (الإنجليزية)
- فرانسيز ماريون على موقع الموسوعة البريطانية (الإنجليزية)
- فرانسيز ماريون على موقع روتن توميتوز (الإنجليزية)
- فرانسيز ماريون على موقع ألو سيني (الفرنسية)
- فرانسيز ماريون على موقع تيرنر كلاسيك موفيز (الإنجليزية)
- فرانسيز ماريون على موقع أول موفي (الإنجليزية)
- فرانسيز ماريون على موقع قاعدة بيانات الأفلام السويدية (السويدية)
- فرانسيز ماريون على موقع قاعدة بيانات الفيلم (الإنجليزية)
- فرانسيز ماريون على موقع كينوبويسك (الروسية)